# Rektjärnarna
Rektjärnarna är varandra näraliggande sjöar i Åre kommun i Jämtland och ingår i Indalsälvens huvudavrinningsområde.
- Rektjärnarna (Åre socken, Jämtland, 701988-131266), sjö i Åre kommun, 63°14′25″N 12°04′26″Ö / 63.2402°N 12.074°Ö (4,93 ha)
- Rektjärnarna (Åre socken, Jämtland, 701993-131234), sjö i Åre kommun, 63°14′23″N 12°04′10″Ö / 63.2396°N 12.0695°Ö